# Systoechus rhodesianus
Systoechus rhodesianus är en tvåvingeart som beskrevs av Hesse 1938. Systoechus rhodesianus ingår i släktet Systoechus och familjen svävflugor. Inga underarter finns listade i Catalogue of Life.